# Sello del condado de Los Ángeles (California)

El actual sello del Condado de Los Ángeles, fue adoptado en 2014.

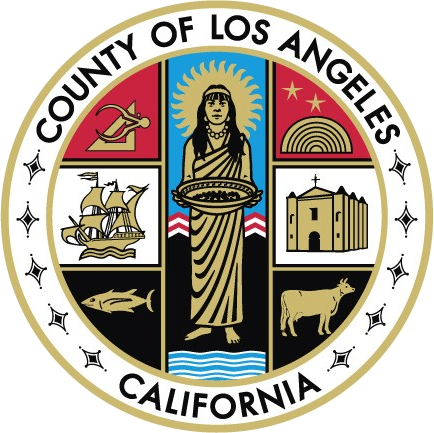
El tercero sello del Condado de Los Ángeles, usado desde septiembre de 2004 hasta 2014.

El segundo sello del Condado de Los Ángeles, usado desde marzo de 1957 hasta septiembre de 2004.

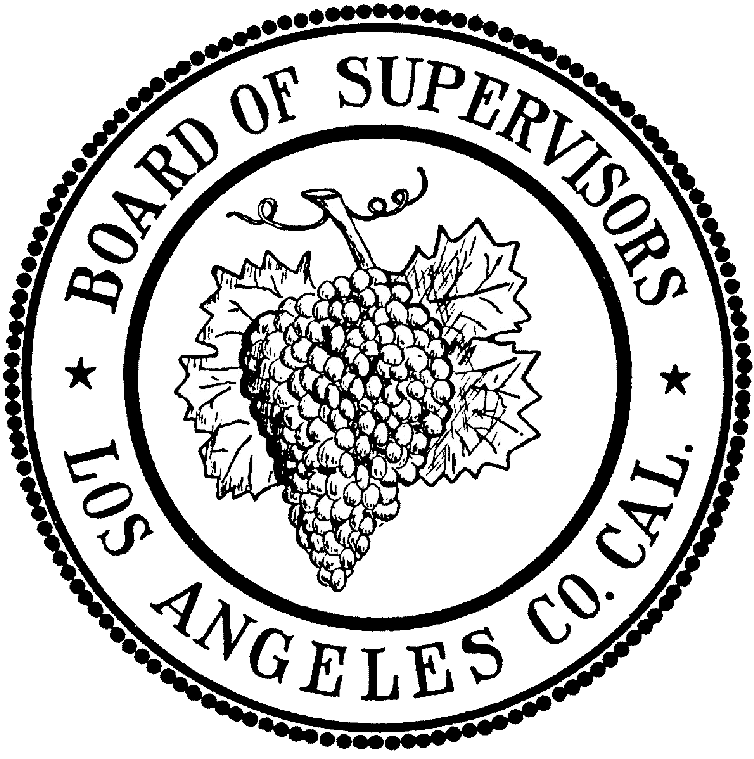
El primero y original sello del Condado de Los Ángeles, California, usado desde 1887 hasta 1957.

El sello oficial del condado de Los Ángeles,  ha cambiado dos veces desde su creación en 1887.
El sello actual retrata una imagen de una mujer americana nativa, representando a los primeros habitantes de la Cuenca de Los Ángeles, rodeada por seis pequeñas imágenes icónicas, con tres en cada lado. Las palabras “County of Los Angeles, California” (en lengua española: “Condado de Los Ángeles, California”) rodean el sello.
La mujer nativa se encuentra en la orilla del Océano Pacífico con las montañas de San Gabriel y el sol en el fondo.
A la derecha, hay unos instrumentos de ingeniería de un triángulo y una pinza (representando el complejo industrial de la construcción del condado y su contribución vital a la exploración del espacio), un galeón español (Buque escuela Juan Rodríguez Cabrillo de San Salvador, que navegó en el puerto de San Pedro el 8 de octubre de 1542), y un pez atún (representando el sector pesquero).
A la izquierda,  las imágenes del Hollywood Bowl (representando las actividades culturales del Condado) con dos estrellas por encima de ella (para representar la imagen en movimiento y la industria de la televisión), la Misión de San Gabriel Arcángel (representando el papel histórico de las misiones en el asentamiento de la región de Los Ángeles), y la vaca campeona Pearlette (representando la industria láctea).

## Evolución histórica del sello
El sello original del condado de 1887 muestra uvas, rodeadas por las palabras "Board of Supervisors — Los Angeles Co. Cal." ("Junta de Supervisores — Condado de Los Ángeles California").
El ex supervisor del condado de Los Ángeles Kenneth Hahn diseñó un nuevo sello, que fue elaborado por Millard Sheets, y adoptado por la Junta de Supervisores del Condado de Los Ángeles el 2 de enero de 1957, efectivo, el 1 de marzo de 1957. Se incluye una imagen de Pomona, la diosa romana de los árboles frutales, y los símbolos de la cruz y las torres de petróleo.
En el 2004, el sello fue alterado. Poco tiempo después, el 25 de mayo de 2004, la ACLU alegó que la cruz del sello era una violación de la Cláusula de Establecimiento de la Constitución. La Junta también eliminó voluntariamente del nuevo sello a Pomona y las torres de petróleo, sin referencias de la ACLU.
En el sello actual, las estrellas y una imagen del Hollywood Bowl (originalmente en la columna media derecha, también el lugar donde se colocó la cruz originalmente) sustituyen las torres de petróleo. La cruz fue eliminada, y reemplazada con una imagen de la Misión de San Gabriel Arcángel.
Algunos edificios oficiales del condado de Los Ángeles todavía respaldan el viejo sello ya sea en protesta o la falta de esfuerzo en eliminar los sellos.
- Datos: Q5841938